# Phellinus prunicola
Phellinus prunicola är en svampart som först beskrevs av William Alphonso Murrill, och fick sitt nu gällande namn av Robert Lee Gilbertson 1979. Phellinus prunicola ingår i släktet Phellinus och familjen Hymenochaetaceae.   Inga underarter finns listade i Catalogue of Life.